# Ёсёкай
Айкидо Ёсёкай (яп. 合氣道耀尚會 Айкидо: Ё:сё:кай) — школа айкидо, созданная и возглавляемая японским мастером Такаси Кусидой. Базируется в США. Ёсёкай является ответвлением стиля Ёсинкан. Основатель школы Кусида долгое время был ути-дэси Годзо Сиоды, родоначальником этого стиля, а также ведущим инструктором школы Ёсинкан.
Главное додзё школы Ёсёкай — Гэнъёкан (玄耀館) — расположено в городе Энн-Арбор штата Мичиган.